# Follia (film 1941)
Follia (Rage in Heaven) è un film noir del 1941 diretto da W. S. Van Dyke. È ispirato all'omonimo romanzo di James Hilton.

## Trama

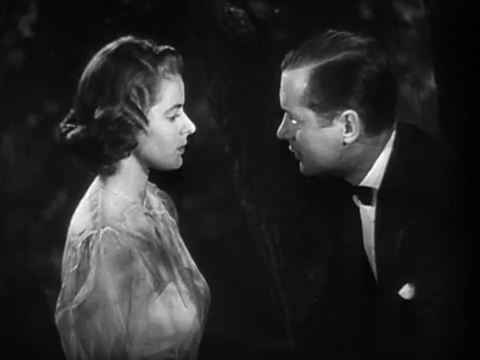
Ingrid Bergman e Robert Montgomery nel film

A Parigi, nel manicomio diretto dal dottor Rameau, è presente un paziente un uomo, che si identifica come Ward Andrews, che soffre di schizofrenia, paranoia, tendenze suicide e che potrebbe essere anche capace di uccidere. Quando il dottor Rameau si reca con il console britannico per incontrarlo, scoprono che l’uomo è fuggito.
La scena si sposta Londra, dove Phillip Monrell incontra il vecchio amico di college Ward Andrews, ora ingegnere, e lo invita nella sua tenuta di famiglia. Qui conoscono Stella Bergen, la segretaria della madre di Phillip. Entrambi gli uomini si innamorano di Stella ma lei sceglie di sposare Phillip, nonostante il suo comportamento irresponsabile. Ward, deluso, parte per un lavoro in Scozia. Phillip, incaricato di dirigere le acciaierie di famiglia, si dimostra inadatto al compito e inizia a manifestare segni di paranoia, sospettando un tradimento tra sua moglie e Ward. Nonostante la gelosia, invita Ward a lavorare come capo ingegnere ma la sua follia lo spinge a cercare di uccidere il suo presunto rivale. Ward lo affronta, ammette il suo amore per Stella, lascia l'acciaieria e torna a Londra.
La relazione tra Phillip e Stella si deteriora rapidamente. Durante una lite, Phillip le confessa di essersi finto Ward durante il soggiorno a Parigi, durante il quale fu ricoverato in manicomio, rivelando un’identità instabile e pericolosa. Dopo un violento confronto, Stella si rifugia da Ward ma Phillip la raggiunge e propone una soluzione: concederà il divorzio solo se Ward lo incontrerà di persona. Ward accetta, ignaro del piano di Phillip. Phillip inscena un alterco con Ward e poi si suicida, facendo sembrare l’accaduto un omicidio. Ward viene arrestato e condannato a morte. Alla vigilia dell'esecuzione, Rameau riconosce Phillip da una foto e informa Stella che l’uomo era un suo paziente, un paranoico che aveva usurpato l’identità di Ward. Le ricerche conducono a un diario in cui Phillip aveva confessato il suo piano. Stella e Rameau recuperano il diario e provano l'innocenza di Ward, salvandolo in extremis. Alla fine, Ward e Stella partono insieme, lasciandosi il passato alle spalle. Stella getta il diario di Phillip in mare, chiudendo simbolicamente il capitolo oscuro delle loro vite.

## Titolo
Il titolo inglese fa riferimento a un verso di William Blake: Un pettirosso in gabbia suscita la rabbia di tutto il cielo. 
Il film si apre con la seguente citazione: "Heaven hath no rage like love to hatred turned." ("Il cielo non ha rabbia pari all'amore trasformato in odio"), erroneamente attribuita a Milton (la citazione è tratta da "The Mourning Bride" di William Congreve).

## Produzione
Fu concesso ad Ingrid Bergman di lavorare alla MGM  dal produttore David O. Selznick, con il quale l'attrice era sotto contratto. Le riprese si svolsero da metà dicembre 1940 all'inizio di gennaio 1941. Inizialmente Robert B. Sinclair assunse la direzione ma poco prima del Natale del 1940 dovette essere sostituito, per motivi di salute, dal regista W. S. Van Dyke. Nel febbraio 1941, alcune singole scene furono girate nuovamente da Richard Thorpe.